# Sabia
Sabia is een geslacht van weekdieren uit de klasse van de Gastropoda (slakken).

## Soorten
- Sabia australis (Lamarck, 1819)
- Sabia conica (Schumacher, 1817)